# Szásztóth Sándor
Szásztóth Sándor (Erdőhorváti, 1933. február 2. – Budapest, 2016. július 24.) magyar író, publicista.
Erdőhorvátiban született Tóth Sándor néven.
Az 50-es években Solymár volt a lakóhelye, számos munkahelyen dolgozott, majd 1967-ben Budapestre költözött.  Írói munkája későn indult, 1969 és 1973 között a tisztviselői munka mellett kisebb novellákat és riportokat közölt a Népszava, az Élet és Irodalom, a Budapest lapokban, valamint a Holnap című antológiában. A 80-as évektől regényei jelentek meg.

## Közölt novellák, riportok
- Felvételi irodán = Ifjúsági Magazin, 1969. márc. 4.
- Grácia = Népszava, 1969. júl. 13.
- Á la carte = Népszava, 1970. febr. 1.
- Hétfő reggel = Élet és Irodalom, 1970. szept. 12.
- Tizenöt perc késés = Népszava, 1970. nov. 29.
- Tizenkét felmondás = Élet és Irodalom, 1970. dec. 19.
- Kanadai Magyarság = 1971. febr. 13. 3. p.
- Az öreg= Holnap c. antológia. Kiad. a KISZ Budai Járási Bizottsága, 1971. 60-64. p.
- Rendőr az utcán. Riport = Budapest, 1973. okt. 16-17. p.
- Váltóőr és centercsatár. Novella = Népszava, 1973. nov. 11. 8-9. p.
- Sábeszdekli = Népszabadság Hétvége melléklet, 1990. máj. 26.

## Megjelent regények
- Meddővágat. 1987. Magánkiadás
- Táltosivadék. 1998. Accordia Kiadó. Talán a legsikerültebb,  legolvasmányosabb regénye. Érdemes idézni a borítón lévő szövegből: " Szásztóth Sándor legújabb regénye nemcsak a lélektani mélységek iránti különleges érzékenységről, hanem a fordulatos cselekmény drámai fokozásának erényéről is tanúskodik. A falusi erotika és a korabeli "tudós asszonyok" által ismert kábítószer jellegű termékek kölcsönhatása áll a mű középpontjában. Talán a könyv mottója önmagában is rengeteget elárul a regényről: "...Bencze Éva...bubájos rossz személnek tartatott, betegített is, elenben egy nyihanyat gyógyétot is...Ács Istvánnak, a raboskodó személlel és másokval mocskos faitalan buja életet élt... bű-bájos cselekeditől félt az egész Falu..." (Nagy Simon tanú vallomásából 1754. jan. 2. Boszorkányperek jegyzőkönyvei, Zala VM." Honnan származik e mesélőkedv, megtudhatjuk az író,  könyve hátsó borítójára írt hitvallásából: " Városlakó létemre életem meghatározó élményét a Zemplén-hegység déli részén elterülő kis falu, Erdőhorváti és környéke adta. A szülőföldem. Vadregényes táj, titkokkal, misztikummal és vérbő életigenléssel átszőtt emberek világa. Fölidéződik Nagyapám mesélő alakja, s látom magam, ahogy a fantázia világában teremtődött rémségei elől Anyám ölébe bújok, védelmet keresve. Elbeszélő kedvem ide kanyarodik vissza-vissza. A múltat idézve nádtetős házakat és erdei kunyhókat járva lelek rá a félévszázados, különös világra, s találkozom olyan emberekkel, akik kitalált, fiktív figuráim modelljei lehetnek. Merengéseim során az emlékképek szellemei körbetáncolnak és fogják betűvető kezemet, hogy vezessenek a nekem szánt  barázdában." (Szásztóth Sándor)
- A sziklabarlang lakói. 2000. Három Égerfa Bt. Magánkiadás

## Könyvismertetések
- -maruszki-: Táltos mese. Szásztóth Sándor: Táltosivadék = Mancs 1998. jan. 14. p. 35.
- Maruszki József: Táltos mese. Szásztóth Sándor: Táltosivadék = PR Herald 99/01 p. 63.